# Fionia Septentrional
Fionia Septentrional (Nordfyn en danés) es un municipio danés en el norte de la isla de Fionia, en la región de Dinamarca Meridional. Fue creado el 1 de enero de 2007 con la integración de los antiguos municipios de Bogense, Otterup y Søndersø. 
En un principio el municipio iba a llamarse Bogense, pero el 14 de julio de 2006 se decidió por mayoría cambiar el nombre a Nordfyn. este cambio fue aprobado por el ministro del interior y salud Lars Løkke Rasmussen. 
Limita al oeste con Middelfart y al sur con Assens y Odense. Le pertenece también la isla de Æbelø. Su capital es Bogense, pero la mayor localidad es Otterup.

## Localidades
| Localidades más pobladas de Nordfyn |           |                  |
| Nº                                  | Localidad | Población (2012) |
| 1                                   | Otterup   | 4.892            |
| 2                                   | Bogense   | 3.679            |
| 3                                   | Søndersø  | 3.068            |
| 4                                   | Morud     | 1.658            |
| 5                                   | Veflinge  | 841              |
| 6                                   | Særslev   | 746              |
| 7                                   | Skamby    | 446              |
| 8                                   | Uggerslev | 368              |
| 9                                   | Lunde     | 368              |
| 10                                  | Hårslev   | 356              |